# Bog je još veći Elvis
Bog je još veći Elvis (engl. God Is the Bigger Elvis) je dokumentarni film iz 2012. o glumici Dolores Hart, koja je napustila uspješnu karijeru u dobi od 24 godine kako bi postala benediktinska časna sestra. Film je 2012. bio nominiran za Oscara za najbolji kratki dokumentarni film.
Godine 1957. Dolores Hart glumila je s Elvisom Presleyjem u Paramountovom filmu Loving You. U tom je filmu poljubila Elvisa što je bio Elvisov prvi poljubac na ekranu. Dolores i Elvis ponovno su se susreli sljedeće godine u filmu Michaela Curtiza King Creole.